# Thysanoidma eromenalis
Thysanoidma eromenalis là một loài bướm đêm trong họ Crambidae.